# Eritrea hívójelkörzetei
Eritrea jelenleg (2024) nincs felosztva hívójelkörzetekre.
A Eritrea számára az ITU a E3 hívójelprefixet határozta meg.
| Prefix | Körzet | Hely/jelleg                        | ITU zóna | CQ zóna | 1 szintű QTH lokátor |
| ------ | ------ | ---------------------------------- | -------- | ------- | -------------------- |
| E3     | [0..9] | Eritrea                            | 48       | 37      | KK, LK               |
| I      | 6      | Olasz fennhatóság alatt használták | 48       | 37      | KK, LK               |

## Lajstromjel
Vízi és légi járművek lajstromjelezéséhez az E3 prefixet használják.